# Meadow Lake
|  | Per a altres significats, vegeu «Meadow Lake (ciutat de Saskatchewan)». |

Meadow Lake és una concentració de població designada pel cens dels Estats Units a l'estat de Nou Mèxic. Segons el cens del 2000 tenia 4.491 habitants.

## Demografia
Segons el cens del 2000, Meadow Lake tenia 4.491 habitants, 1.339 habitatges, i 1.084 famílies. La densitat de població era de 179,7 habitants per km².
Dels 1.339 habitatges en un 53,7% hi vivien nens de menys de 18 anys, en un 55,9% hi vivien parelles casades, en un 16,5% dones solteres, i en un 19% no eren unitats familiars. En el 13,5% dels habitatges hi vivien persones soles el 3,4% de les quals corresponia a persones de 65 anys o més que vivien soles. El nombre mitjà de persones vivint en cada habitatge era de 3,35 i el nombre mitjà de persones que vivien en cada família era de 3,67.
Per edats la població es repartia de la següent manera: un 38,1% tenia menys de 18 anys, un 8,7% entre 18 i 24, un 33,2% entre 25 i 44, un 15,7% de 45 a 60 i un 4,4% 65 anys o més.
L'edat mediana era de 27 anys. Per cada 100 dones de 18 o més anys hi havia 98,2 homes.
La renda mediana per habitatge era de 25.561$ i la renda mediana per família de 27.296 $. Els homes tenien una renda mediana de 23.598 $ mentre que les dones 20.469 $. La renda per capita de la població era de 10.808 $. Aproximadament el 21,9% de les famílies i el 24,4% de la població estaven per davall del llindar de pobresa.

## Poblacions properes
El següent diagrama mostra les poblacions més properes.